# Amphisbetetus gederati
Amphisbetetus gederati är en tvåvingeart som beskrevs av Efflatoun 1937. Amphisbetetus gederati ingår i släktet Amphisbetetus och familjen rovflugor. Inga underarter finns listade i Catalogue of Life.